# Il gioco del gatto e del topo
Il gioco del gatto e del topo (窮鼠はチーズの夢を見る?, Kyūso wa chīzu no yume o miru) è un manga josei sentimentale e yaoi di Setona Mizushiro. Pubblicato per la prima volta in Giappone nel 2006 come volume unico, nel 2009 ha avuto un seguito, anch'esso tradotto e pubblicato in Italia da Kappa Edizioni sotto l'etichetta Ronin Manga, nel 2010. Nel 2015 ne esce una seconda edizione sotto il marchio Kappalab, e infine, a luglio 2020, J-Pop pubblica una terza edizione dell'opera.

## Trama
Kyōichi Ōtomo è un uomo di successo, sposato e ancora giovane. Tuttavia, quando viene contattato dopo anni dall'ex compagno di scuola Wataru Imagase, scopre che la moglie sta indagando sulle sue passate infedeltà. L'amico, ora detective privato, gli propone una scappatoia: se Kyoichi andrà a letto con lui, Wataru tacerà i trascorsi dell'infedele marito.
Dopo aver ceduto alle richieste dell'amico detective, Kyōichi scopre che si sta innamorando sempre di più di un omosessuale, idea che rifiuta e che lo confonde ancora di più dal momento che seguita ad avere effimere relazioni con giovani donne. Dopo la richiesta di divorzio da parte di Chikako, Kyoichi inizia infatti a convivere con Wataru, che si dimostra essere un partner possessivo e geloso.
Dopo una instabile relazione fra alti e bassi, i due si lasciano e Kyōichi si fidanza con la collega e amica Minaki. Tuttavia non riesce a dimenticare l'ex compagno e così, dopo un anno di felice e stabile convivenza, tronca la storia con Minaki che, comprensiva, accetta di non aver posto nel cuore di Kyōichi, e torna con Wataru. I due, dopo le esperienze passate accettano con maturità la loro storia, consapevoli che potrebbe finire bruscamente presto o tardi.

## Personaggi
Kyōichi Ōtomo (大伴恭一?, Ōtomo Kyōichi)
Impiegato di successo, Kyōichi ha sempre avuto un certo fascino sulle ragazze, senza tuttavia prendere mai l'iniziativa. Molto influenzato dalle prediche paterne, che gli consigliavano di scegliere sempre come compagna una donna che l'amasse sicuramente, Kyōichi trascorre una vita sentimentale fatta di amori a sensi unico, incapace spesso di ricambiare sinceramente i sentimenti gli vengono indirizzati. Quando si scopre attratto da Wataru la sua esistenza viene sconvolta, incapace com'è di accettare sentimenti di natura omosessuale e di amare attivamente un'altra persona.
Wataru Imagase (今ヶ瀬渉?, Imagase Wataru)
Detective privato e kōhai di Kyōichi ai tempi della scuola superiore. Ed è proprio dai tempi del liceo che nutre un'ossessione amorosa verso l'ex compagno di studi, senza peraltro riuscire a dichiararsi. Stabilitosi da Kyoichi, usa tutte le sue conoscenze professionali per controllare la vita romantica del coinquilino, essendo a conoscenza del suo comportamento spesso infedele. Sotto un'apparente sicurezza di sé, Wataru è in realtà emotivamente instabile e fragile.
Chikako Ōtomo (大伴知佳子?, Ōtomo Chikako)
Moglie di Kyōichi, affetta da shopping compulsivo.
Misaki Nishimura (西村美咲?, Nishimura Misaki)
Una ex compagna di scuola di Kyōichi. Sposatasi da poco, trova il matrimonio un'esperienza così frustrante che decide di concedersi delle scappatelle con l'ex compagno di scuola.
Natsuki (夏生?, Natsuki)
Ex fidanzata di Kyochi al liceo, dove frequentavano entrambi il club del tennis. Consapevole dell'infedeltà di Kyōichi già allora, in tanti anni non è mai riuscita a dimenticare completamente il suo primo ragazzo e suo primo amore. Ormai adulta e sulla trentina, è disposta a contendersi con Watase l'affetto di Kyōichi, che Natsuki ha intuito essere emotivamente confuso.
Takasugi (高杉?, Takasugi)
Ex compagno di Watase. Amando ancora l'ex, è disposto a tornare con lui a patto che dimentichi la sua ossessione per Kyōichi.
Tamaki Okamura (岡村たまき?, Okamura Tamaki)
Figlia illegittima del direttore dell'azienda presso cui lavorano Kyōichi e Tamaki stessa. A seguito della morte del padre si avvicina al collega e l'iniziale attrazione fra i due evolve in un amore ed affetto più profondi, al punto da far maturare nella coppia l'intenzione di sposarsi e mettere su famiglia.
Minako Nogami (野上美奈子?, Nogami Minako)
Collega di Kyōichi e Tamaki, e migliore amica di quest'ultima.

## Edizioni
Inizialmente pubblicato nel 2006 come volume unico, Il gioco del gatto e del topo è stato ripubblicato in una nuova edizione dalla Shogakukan nel 2009, in concomitanza con l'uscita del seguito Sojō no koi wa ni-do haneru (俎上の鯉は二度跳ねる?).
| Nº | Titolo italiano Giapponese 「Kanji」 - Rōmaji                                                                                    | Data di prima pubblicazione          | Data di prima pubblicazione           |
| Nº | Titolo italiano Giapponese 「Kanji」 - Rōmaji                                                                                    | Giapponese                           | Italiano                              |
| 1  | Il gioco del gatto e del topo 「窮鼠はチーズの夢を見る」 - Kyūso wa chīzu no yume o miru                                         | 26 gennaio 2006 ISBN 4-7780-1001-9   | 11 luglio 2010 ISBN 978-88-7471-265-6 |
| 2  | Il gioco del gatto e del topo 2 「俎上の鯉は二度跳ねる」 - Sojō no koi wa ni-do haneru – "La carpa salta due volte sul tagliere" | 8 maggio 2009 ISBN 978-4-09-132515-0 | 22 agosto 2010 ISBN 978-88-7471-282-3 |